# Guignardia echinophila
Guignardia echinophila är en svampart som först beskrevs av Ludwig David von Schweinitz, och fick sitt nu gällande namn av Giovanni Battista Traverso 1907. Guignardia echinophila ingår i släktet Guignardia och familjen Botryosphaeriaceae.   Inga underarter finns listade i Catalogue of Life.